# Amstel Gold Race 1990
L'Amstel Gold Race 1990 fou la 25a edició de l'Amstel Gold Race. La cursa es disputà el 21 d'abril de 1990, sent el vencedor final el neerlandès Adri van der Poel, que s'imposà en solitari en la meta de Meerssen.
191 ciclistes hi van prendre part, acabant la cursa 97 d'ells.

## Classificació final
|    | Ciclista             | Equip              | Temps      |
| -- | -------------------- | ------------------ | ---------- |
| 1  | Adri van der Poel    | Weinmann           | 6h 17' 17" |
| 2  | Luc Roosen           | Histor-Sigma       | + 22"      |
| 3  | Jelle Nijdam         | Buckler            | m. t.      |
| 4  | Jan Goessens         | Weinmann           | m. t.      |
| 5  | Franco Ballerini     | Del Tongo          | m. t.      |
| 6  | Jean-Claude Leclercq | Helvetia-La Suisse | m. t.      |
| 7  | Andreas Kappes       | Toshiba            | m. t.      |
| 8  | Gianni Bugno         | Chateau d'Ax       | m. t.      |
| 9  | Johan Museeuw        | Lotto              | m. t.      |
| 10 | Phil Anderson        | TVM                | m. t.      |